# Judith Brett
Judith Margaret Brett AM (* 1949) ist eine australische Politikwissenschaftlerin und emeritierte Professorin der La Trobe University. 2004/2005 amtierte sie als Präsidentin der Australian Political Studies Association.

## Werdegang und Wirken
Brett machte ein Bachelor-Examen an der University of Melbourne, wo sie auch zur Ph.D. promoviert wurde. Außerdem erwarb sie ein Diplom für Sozialanthropologie an der britischen University of Oxford. 1989 kam sie an die La Trobe University, 2012 wurde sie emeritiert.
In den 1980er war sie für fünf Jahre Herausgeberin der Literatur- und Kulturzeitschrift Meanjin.
Für ihre Verdienste um die Bildung und die öffentliche Debatte, insbesondere in den Sozialwissenschaften und der Politik wurde sie 2023 zum Member des Order of Australia ernannt.

## Schriften (Auswahl)
- The Australian liberals and the moral middle class. From Alfred Deakin to John Howard. Cambridge University Press, Cambridge/New York 2003, ISBN 0-521-53634-0.
- Robert Menzies' forgotten people. Melbourne University Press, Carlton 2007, ISBN 978-0-522-85391-9.
- The enigmatic Mr Deakin. Australia Text Publishing Company, Melbourne 2018, ISBN 978-1-925603-71-2.
- From secret ballot to democracy sausage. How Australia got compulsory voting. Text Publishing, Melbourne 2019, ISBN 978-1-925603-84-2.